# Nataliya Gotsiy
Nataliya Gotsii (en ucraniano: Наталія Гоцій; 10 de julio de 1985) es una modelo ucraniana y personalidad de televisiva. Fue la ganadora de la búsqueda Ford Models Supermodel of the World 2004.

## Trabajo

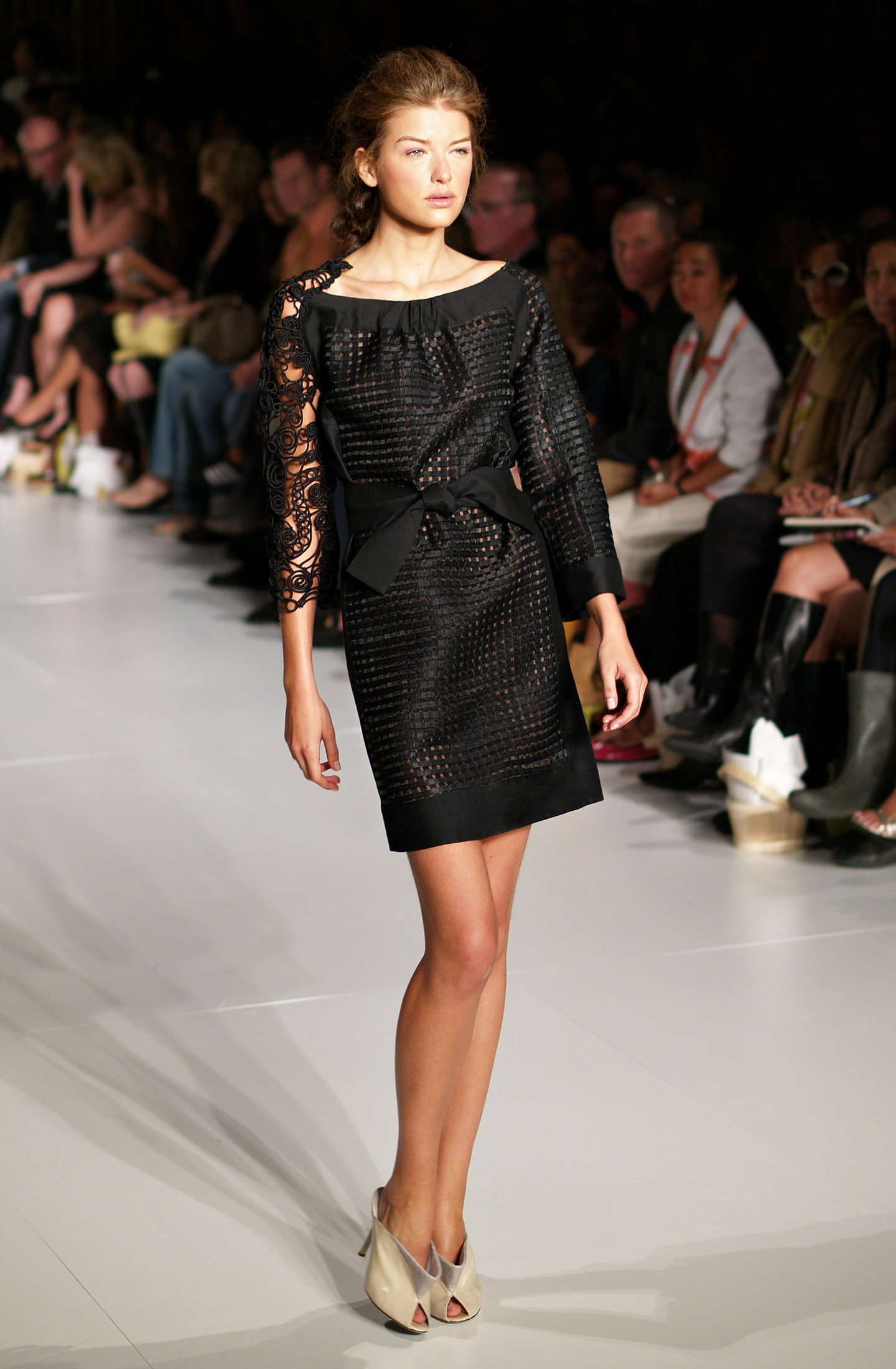
Imagen de la modelo en un desfile

Gotsiy ha aparecido en la portada de Elle francesa y Marie Claire italiana. Ha modelado para Christian Lacroix, Diane von Furstenberg, Dior, Dolce & Gabbana, Gucci, Oscar de la Renta,  Valentino, Vivienne Westwood, Marc Jacobs y otros.
Después de un largo paréntesis de la industria de la moda y el nacimiento de su primer hijo, en 2009 Gotsiy resurgió en el trabajo editorial. Fue vista en un cameo muy breve en el video de casting para el 2009 Victoria's Secret desfile de moda, una compañía para la que trabajó en 2006. La aparición provocó especulaciones de que podría estar planeando un regreso.
En 2019, comenzó a presentar la serie de televisión de realidad Podium, una versión ucraniana de la estadounidense Project Runway.

## Controversia
En medio de las crecientes preocupaciones sobre las modelos de pasarela con bajo peso y su influencia en la imagen corporal de las mujeres, las imágenes de las modelos comenzaron a circular a través de los medios de comunicación de todo el mundo. Gotsiy se convirtió en blanco de esta controversia. Las fotos de ella con un chaleco suelto que revela su caja torácica y de vuelta en el desfile de la primavera de 2007 Guy Laroche se convirtieron en ejemplos prominentes de modelos de moda con bajo peso empleados en la industria de la moda en los últimos años. Estas imágenes muestran una caja torácica bien definida y columna vertebral que no se notaría en una persona más sana. Inicialmente negó las afirmaciones de tener un trastorno alimentario y dijo que otras niñas ucranianas en la industria no son diferentes. La controversia significó que Gotsiy ha tenido dificultades para adquirir trabajos de modelaje. En 2021, admitió haber tenido anorexia y bulimia durante sus años de modelo.